# Ferdinand Ertl
Ferdinand Ertl (12 de abril de 1877 en Hacking, Enzenkirchen; 9 de abril de 1952 en Viena) fue un sindicalista y político austríaco del Partido Obrero Alemán (DAP) y del Partido Nacionalsocialista Obrero Alemán (DNSAP).

## Formación y profesión
Tras cursar estudios primarios, ingresa en una escuela de magisterio y en un instituto de formación continua y se convierte en profesor. Enseña durante un año antes de hacer el servicio militar voluntario. Después fue funcionario ferroviario y sindicalista. Durante la Primera Guerra Mundial formó parte del regimiento ferroviario.
Aunque el DNSAP no se presentó a las elecciones al Consejo Nacional de 1923, permitió a los sindicatos nacionalistas alemanes próximos a él, como el Sindicato Alemán del Transporte, establecer una alianza electoral con el Partido Popular de la Gran Alemania (GdP), que incluyó a Ertl en la lista electoral. Aunque no fue elegido directamente al Parlamento, se convirtió en el siguiente en la lista tras la muerte del diputado del GdP Emmy Stradal en 1925.

## Funciones políticas
- Presidente del Partido Obrero Alemán durante varios años[2]
- Presidente de la Confederación Alemana de Sindicatos de Austria
- Presidente honorario de la Unión Alemana de Transportes

## Mandato político
- 2 de diciembre de 1925 al 18 de mayo de 1927: Miembro del Consejo Nacional (II. Periodo Legislativo), GdP